# Sphingonaepiopsis obscurus
Sphingonaepiopsis obscurus is een vlinder uit de familie van de pijlstaarten (Sphingidae). De wetenschappelijke naam van de soort werd in 1880 gepubliceerd door Paul Mabille.